# Список графов Ренна

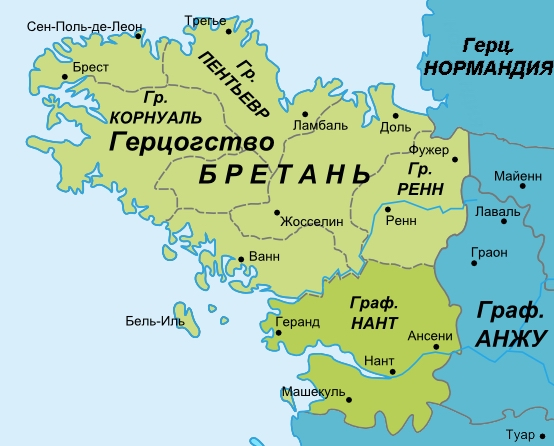
Бретань в 1154 году

Граф Ренна (фр. Comtes de Rennes) — титул правителя графства Ренн, существовавшего в Бретани в середины IX века. Его правители на протяжении почти двух веков спорили с графами Нанта за титул герцога Бретани, который они в итоге получили в 990 году. В борьбе за доминирование в Бретани графы Нанта опирались на союз с Анжуйским домом, тогда как графы Ренна ориентировался на графов де Блуа. С конца XI века Ренн и Бретань постепенно попали под влияние королей Англии. В начале XIII века графство окончательно вошло в состав герцогства Бретань.

## Графы Ренна
Реннский дом
- ???—876: Гурван (ум. 876), граф Ренна, титулярный короля Бретани с 874
- 876—888: Юдикаэль (ум. 888), граф Ренна и титулярный короля Бретани (Юдикаэль II) с 876, сын предыдущего
- 888—???: N, графиня Ренна с 888, сестра предыдущего (?)
- 920—970: Юдикаэль Беранже (ум. ок. 970), граф Ренна с 920, возможно сын предыдущей и графа Беренгера
- 970—992: Конан I Кривой (ум. 992), граф Ренна, граф Нанта и герцог Бретани с 990
- 992—1008: Жоффруа I (980—1008), граф Ренна и герцог Бретани с 992, сын предыдущего.
- 1008—1040: Ален III (997—1040), граф Ренна и герцог Бретани с 1008, сын предыдущего
- 1040—1066: Конан II (ум. 1066), граф Ренна и герцог Бретани с 1040, сын предыдущего
- 1066—1084: Жоффруа II Грегонат (ум. 1084), граф Ренна с 1066, незаконный сын Алена III

- 1066—1072: Авоиза (Гавиза) (ум. 1072), титулярная графиня Ренна, дочь Алена III
- 1066—1084: Хоэль I (1027/1028—1084), граф Корнуая с 1058, Нанта (Хоэль II) с 1063, титулярный граф Ренна с 1066, герцог Бретонский (Хоэль II) с 1066, муж предыдущей

Корнуайский дом
- 1084—1112: Ален IV Фержен (1061—1119), граф Ренна и герцог Бретани 1084—1112, граф Нанта 1103—1112, сын предыдущего, в 1112 году отрёкся и удалился в монастырь
- 1112—1148: Конан III Толстый (1095—1148), граф Ренна, Нанта и герцог Бретани с 1112, сын предыдущего
- 1148—1156: Хоэль II (ум. 1156), герцог Бретани (Хоэль III) 1148, граф Нанта (Хоэль III) и граф Ренна с 1148, сын предыдущего, лишён отцом права наследования в герцогстве Бретань

Дом де Пентьевр
- 1156—1166: Конан IV Младший (ок. 1138—1171), граф Ренна 1156—1166, герцог Бретани 1156—1166, 2-й граф Ричмонд с 1146, сын Берты Бретонской и Алена Чёрного

Плантагенеты
- 1166—1181: Генрих II Плантагенет (1133—1189), король Англии с 1152
- 1181—1186: Жоффруа II Плантагенет (1158—1186), граф Ренна, Нанта и герцог Бретани с 1181, граф Ричмонд с 1181, сын предыдущего
- 1166—1201: Констанция Бретонская (ок.1161—1201), графиня Ренна и Нанта с 1181, герцогиня Бретани с 1166, графиня Ричмонд с 1171, жена предыдущего, дочь Конана IV
- 1196—1203: Артур I (1187—1203), граф Ричмонд с 1187, граф Ренна, Нанта и герцог Бретани с 1196, сын предыдущей и Жоффруа II